# 橋爪昭二
橋爪 昭二（はしづめ しょうじ）は、福岡県出身の元社会人野球選手。ポジションは内野手。

## 経歴・人物
八女高校を卒業した後に、国士舘大学に進学する。
大学卒業時に、1971年ドラフト会議でロッテオリオンズから7位で指名されるが入団を拒否し、電電東京に入社した。
1972年の第43回都市対抗野球大会では、三塁手として出場し、大会優秀選手にも選ばれた。同年のアマチュア野球世界選手権日本代表にも選ばれた。1977年の第48回都市対抗野球大会では、二塁手として出場し、打撃賞を受賞した。